# Ponte-Novo
Ponte-Novo (en corse : Ponte Novu ou Pontenovu, en italien : Ponte Nuovo) est un bourg de la commune de Castello-di-Rostino situé sur la RT 20 entre Bastia et Corte.
En ce lieu, le 9 mai 1769, lors de la bataille de Ponte-Novo, les troupes corses menées par le général Pascal Paoli sont vaincues par l'armée envoyée par Louis XV. Cet événement met fin à la jeune république Corse, née en 1755 malgré une suzeraineté prétendue[réf. nécessaire] par la république de Gênes. Cette souveraineté avait été transférée à la France par le traité du 15 mai 1768. Après plusieurs victoires des Corses, notamment à Borgo, le 5 octobre 1768, leur défaite à Ponte Novo met fin à l'indépendance de l'île.

## Galerie

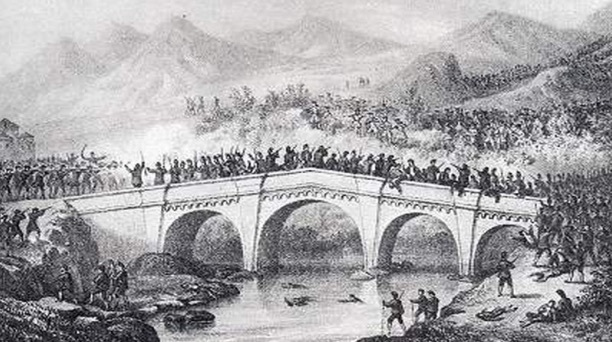
Bataille de Ponte-Novo, 1769.
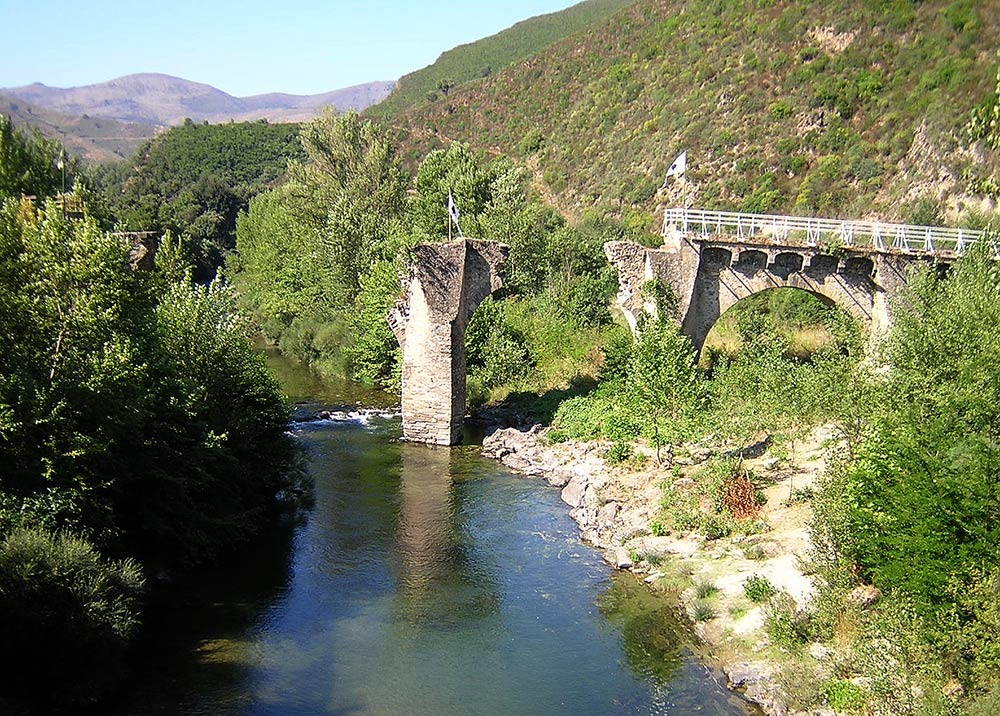
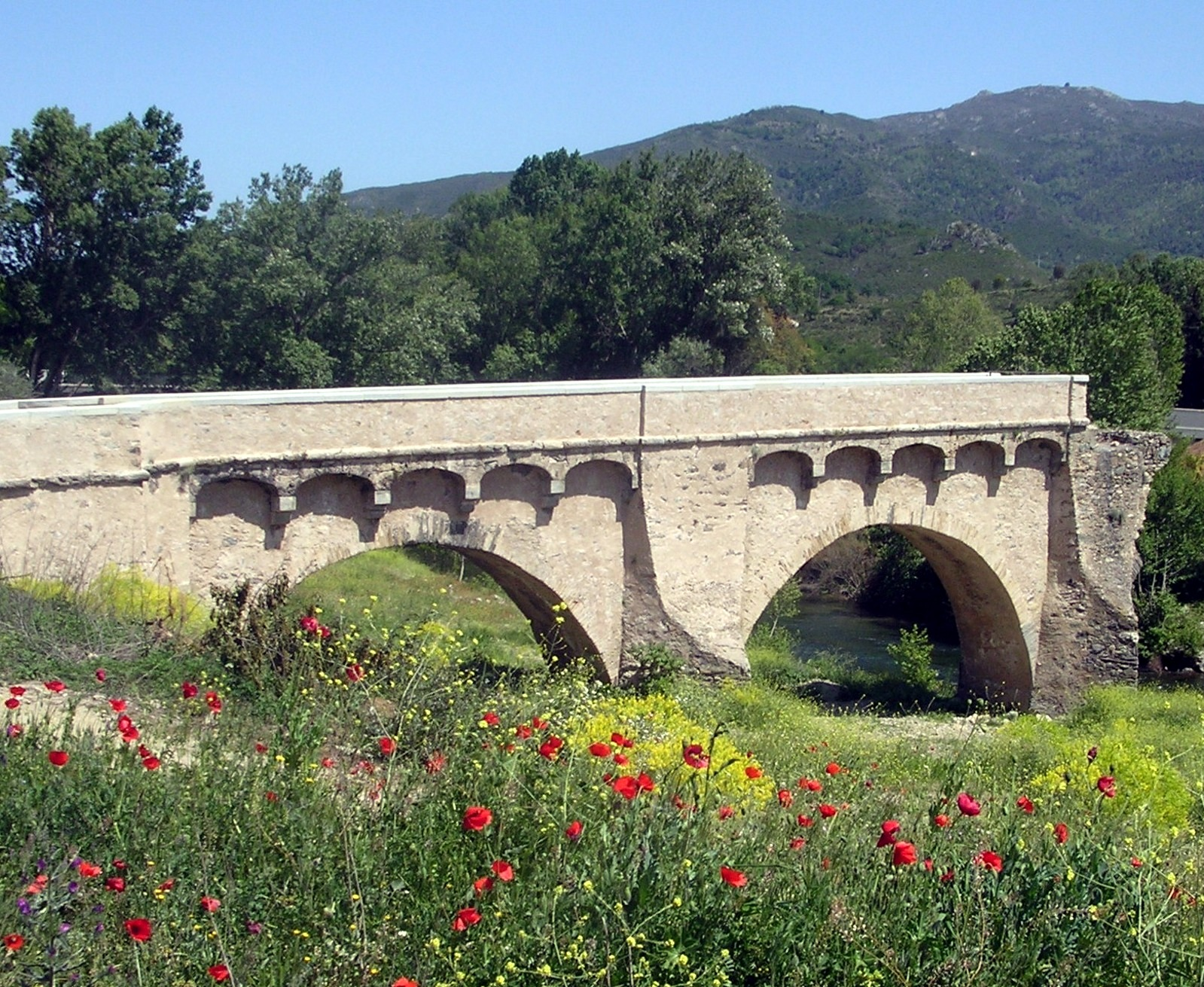
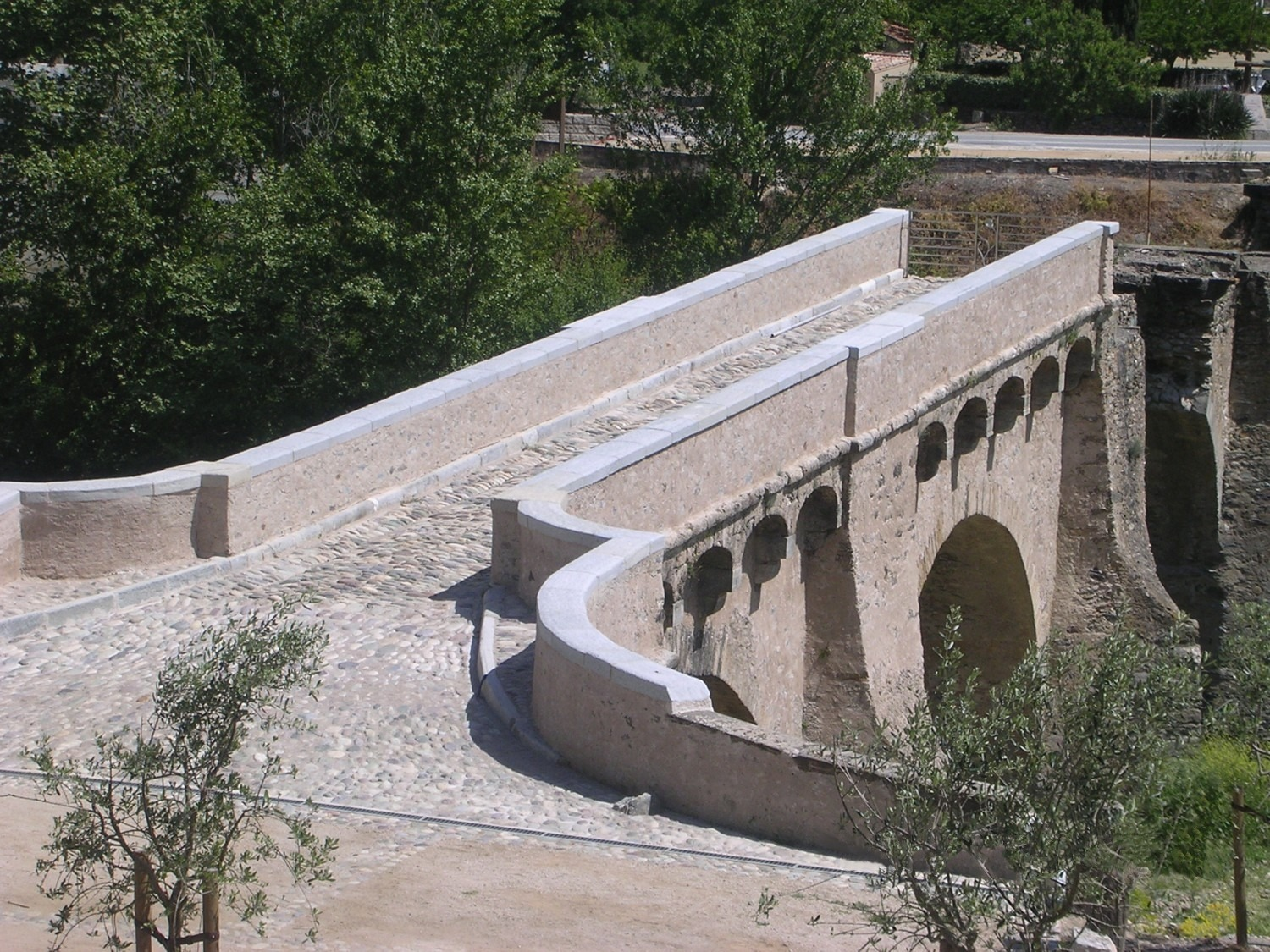